# Dawid Georgijewitsch Sanakojew

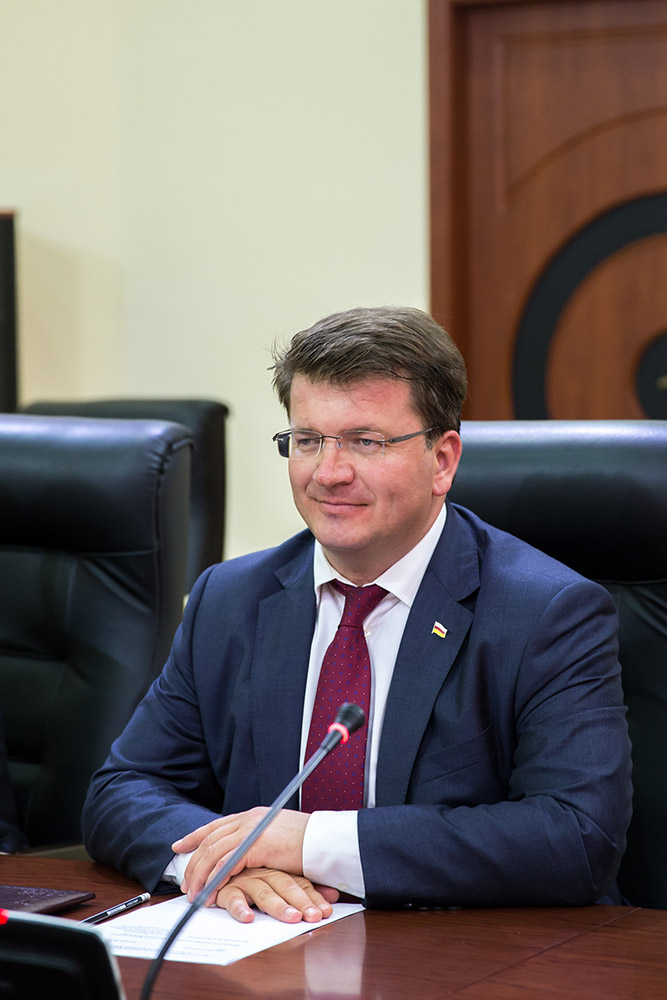
Dawid Georgijewitsch Sanakojew

Dawid Georgijewitsch Sanakojew (russisch Давид Георгиевич Санакоев; ossetisch Санахъоты Джиуæры фырт Дауыт; * 14. Dezember 1976 in Zchinwali, Südossetische Autonome Oblast, Georgische SSR, UdSSR) ist ein russisch-ossetischer Politiker und ehemaliger Außenminister der international nicht anerkannten Republik Südossetien.

## Leben
Sanakojew studierte zwischen 1993 und 1998 "Finanzen und Kredite" an der Südossetischen Staatlichen Universität. 
Zwischen 2000 und 2004 bekleidete er Beraterfunktionen in verschiedenen öffentlichen Einrichtungen in Südossetien. Anschließend war er bis 2009 stellvertretender Kommandeur einer gesonderten Gebirgskompanie des Ministeriums für Verteidigung und Notsituationen von Südossetien. Ab 2004 hatte er zudem die Position des Menschenrechtsbeauftragten der abtrünnigen Republik. Im Kaukasuskrieg im August 2008 beteiligte er sich an den Militäraktionen gegen georgische Truppen.
Am 24. Juni 2022 erließ der Internationale Strafgerichtshof einen Haftbefehl gegen Sanakojew und zwei weitere südossetische Beamte wegen des Verdachts, während des Krieges 2008 Kriegsverbrechen begangen zu haben. Ein halbes Jahr später befand ihn das Gericht für schuldig.
Im Mai 2012 wurde Sanakojew zum Außenminister von Südossetien ernannt und blieb in diesem Amt bis April 2015. 
Bei den Parlamentswahlen in Südossetien 2019 unternahm Sanakojew einen erfolglosen Versuch, als Mitglied der Bündnis "Alanian Union" gewählt zu werden. 2024 gehörte er zu den Mitbegründern der Partei "Für Gerechtigkeit". Sie wurde jedoch zu den Parlamentswahlen im selben Jahr nicht zugelassen.